# Předenice (Čkyně)
Předenice jsou malá vesnice, část obce Čkyně v okrese Prachatice v Jihočeském kraji. Nachází se asi jeden kilometr severozápadně od Čkyně. Je zde evidováno 15 adres. V roce 2011 zde trvale žilo 35 obyvatel.
Předenice leží v katastrálním území Předenice u Čkyně o rozloze 1,71 km². V katastrálním území Předenice u Čkyně leží i Záhoříčko.

## Historie
První písemná zmínka o vesnici pochází z roku 1543.

## Obyvatelstvo
| Rok            | 1869 | 1880 | 1890 | 1900 | 1910 | 1921 | 1930 | 1950 | 1961 | 1970 | 1980 | 1991 | 2001 | 2011 | 2021 |
| -------------- | ---- | ---- | ---- | ---- | ---- | ---- | ---- | ---- | ---- | ---- | ---- | ---- | ---- | ---- | ---- |
| Počet obyvatel | 73   | 67   | 66   | 79   | 70   | 70   | 49   | 58   | 49   | 47   | 34   | 31   | 35   | 35   | 34   |
| Počet domů     | 11   | 11   | 11   | 12   | 12   | 12   | 13   | 14   | 14   | 14   | 9    | 14   | 14   | 15   | 15   |

## Obecní správa
Při sčítání lidu v letech 1850–1959 Předenice byly osadou obce Dolany, se kterým patřily nejprve do okresu Prachatice, ale od roku 1950 v okrese Vimperk. Od roku 1960 jsou částí obce Čkyně v okrese Prachatice.